# Бергуе
Бергуе (фр. Bergouey) насеље је и општина у југозападној Француској у региону Аквитанија, у департману Ланд која припада префектури Дакс.
По подацима из 2011. године у општини је живело 97 становника, а густина насељености је износила 22,1 становника/km². Општина се простире на површини од 4,39 km². Налази се на средњој надморској висини од 60 метара (максималној 122 m, а минималној 47 m).

## Демографија
| 1962. | 1968. | 1975. | 1982. | 1990. | 1999. | 2011. |
| ----- | ----- | ----- | ----- | ----- | ----- | ----- |
| 128   | 133   | 126   | 118   | 111   | 110   | 97    |

График промене броја становника у току последњих година